# Miloș Cristea
Miloș Cristea (n. 1 mai 1931, Arad – d. 11 august 2003, Arad) a fost un arhitect român.

## Biografie
Miloș Cristea se naște la 1 mai 1931 în Arad, din părinții Olga și Constantin. Își începe studiile la Școala Sârbească (în curtea Bisericii Sârbești din Pârneava), după care urmează cursurile liceului Moise Nicoară, unde a fost îndrumat de cei mai prestigioși dascăli ai Aradului acelor vremuri.
A urmat cursurile de desen ale Școlii Populare de Artă din Arad, având o vocație de neegalat pentru desen. A fost din start adeptul artelor clasice. Pentru a-și putea susține financiar cursurile de desen, în perioada grea de după război, a lucrat ca lăcătuș mecanic la Fabrica de vagoane ASTRA din Arad.
În 1957 a absolvit cursurile Institutului de Arhitectură “Ion Mincu” din București beneficiind de instrucția unor mari personalități ale arhitecturii românești interbelice.
După absolvirea facultății s-a reîntors în Arad, unde își va desfășura întreaga activitate până la moartea acestuia. A lucrat pe rând ca șef de proiect, și proiectant principal, gradul I. A îndeplinit funcții de conducere (șef de atelier și director) la Institutul de Proiectări din Arad. A luptat, împreună cu alți colegi arhitecți, ingineri și tehnicieni, pentru înființarea Institutului de Proiectări la Arad.
A deținut funcțiile de președinte al Filialei Arad a Uniunii Arhitecților (1970-1989), membru în Consiliul de Conducere UA (1971) și a fost membru în Comitetul de Conducere al Uniunii Arhitecților (1990).
Între 1971 și 1983 a fost conferențiar universitar la Secția de arhitectură a Institutului “Traian Vuia” din Timișoara, Catedra de Sistematizare și Urbanism.
S-a stins din viață la 11 august 2003, la vârsta de 72 de ani.

## Realizări
Numele lui Miloș Cristea se leagă de realizări importante ale Aradului dar și ale altor orașe.
- A proiectat fațada actuală și restructurarea Teatrului de Stat (Arad, 1958) — în colaborare cu arh. Teodor Aslan și ing. V. Spoială.
- A proiectat numeroase clădiri reprezentative din Arad: Hotelul Astoria (Continental), blocul “Libelula”, etc. – lucrări distinse cu premii ale Uniunii Arhitecților din România[3].
- A proiectat Monumentul Eroilor de la Păuliș în urma câștigării unui concurs național;
- Chiar în perioada de dinainte de 1989 a întocmit, împreună cu Episcopia Aradului, Ienopolei și Hălmagiului un studiu pentru noua Catedrală Ortodoxă Română la Arad;
- A fost inițiatorul unor proiecte de anvergură pentru comunitatea arădeană: Reconversia Cetății Aradului, valorificarea Bulevardului Revoluției, etc;
- A întocmit studiile de sistematizare pentru cartiere din municipiile Arad și Timișoara;

Miloș Cristea s-a dedicat total protejării și valorificării patrimoniului cultural, de arhitectură și istoric al Aradului și conservării valorilor multiculturale care conferă orașului o personalitate aparte. Deși aflat la pensie, a participat activ la multe proiecte majore de reparații și reabilitare a clădirilor sau monumentelor reprezentative din municipiu: Palatul Primăriei, Liceul Moise Nicoară, Palatul Cultural, Palatul Liceului Sanitar, Crucea Eroilor, Statuia Sfântului Nepomuk, Monumentul Sfintei Treimi etc.
S-a dedicat înălțării la Arad a Monumentului Marii Uniri ca o recunoaștere a meritului pe care orașul Arad l-a avut în zbuciumatul an 1918. În acest sens a întocmit studii pentru amplasarea și pentru construcția monumentului și a fost prezent întotdeauna când autoritățile locale, biserica sau celelalte instituții i-au cerut sfatul.

### Artă monumentală
- Frontonul Teatrului de Stat — altorelief și palmete (Arad, 1960) — în colaborare cu sculptorul Ioan Tolan.
- (Soclu și postament) Monumentul Ostașului Român Piața „Avram Iancu” (Arad, 1960) — în colaborare cu sculptorul Gavril Covalschi.
- Fântâni arteziene în (Arad și alte locații — 1968, 1969, 1970).
- Ansamblul monumentelor „Muzica”, „Dansul”, „Poezia” în scuarul hotelului Astoria (Arad, 1972) — în colaborare cu sculptorii I. Gheorgiță, I. Oniță și Geta Caragiu.
- Ansamblul monumentelor de pe Faleza Mureșului (Arad, 1972) — în colaborare cu sculptorii din grupul „Măgura”: Napoleon Tiron, Mihai Buculei, A. Țuculescu, A. Marchiș, L. Domokos, Gheorghe Roșu, P. Mărgărit, I. Munteanu, H. Avramescu, I. Lafazanis, P. Jucu, L. Axente.
- Monumentul Eroilor de la Păuliș (1974), în urma câștigării unui concurs național — în colaborare cu sculptorii Emil Vitroel și Ionel Munteanu— lucrare distinsă cu Premiul Uniunii Arhitecților.
- Monument dedicat luptei contra inudațiilor (Arad, 1977).
- Monumente funerare cu caracter monumental (Arad 1980-1983, Timișoara 1981-1984).
- Mozaicul din Piața Primăriei (Arad, 1989).
- Monumentul Eroilor - Calea Șagului (Timișoara, 2000) — în colaborare cu sculptorul Victor Gaga.
- Bustul lui Sava Tekelja (Arad).

### Restaurări
- Monument Crucea Martirilor 1918-1919 (Arad, 1992).
- Liceul Moise Nicoară (Arad, 1995).
- Palatul Cultural (Arad, 1998).
- Universitatea „Aurel Vlaicu” (Arad, 2001).
- Palatul „Cenad” — proiect (Arad, 1999).
- Monumentul Libertății — proiect de stereotomie și montaj (Arad, 2001).
- Palatul Administrativ — cu detalii altorelief (Arad, 2002).
- Obeliscul Sfintei Treimi — proiect de stereotomie și montaj — Piața Teatrului (Arad, 2002).
- Biserica Sârbă — școala și anexele (Arad, 2002).
- Monumentul Sf. Ioan Nepomuk (Arad, 2002) — în colaborare cu artisul Mihai Takacs.
- Teatrul de Stat — cu detalii altorelief (Arad, 2003).

## Premii, distincții
- Substația de redresare (Timișoara, 1958) — lucrare distinsă cu Premiul Uniunii Arhitecților.
- Sistematizare Zonă „Parc sportiv (stadion) — Complex studențesc — Pod Michelangelo” (Timișoara, 1959) — lucrare distinsă cu Premiul Uniunii Arhitecților
- Bloc „Libelula”. Complex de servicii, cinematograf, locuințe (Arad, 1969) — lucrare distinsă cu Premiul Uniunii Arhitecților[1].
- Hotelul Astoria (Arad, 1970) — lucrare distinsă cu Premiul Uniunii Arhitecților[1].
- Monumentul Eroilor de la Păuliș (1974), în urma câștigării unui concurs național — în colaborare cu sculptorii Emil Vitroel și Ionel Munteanu— lucrare distinsă cu Premiul Uniunii Arhitecților[2].
- A primit distincția de Cetățean de Onoare al municipiului Arad la 29 iulie 2003[4].